# Enzo Cardozo
Enzo Fabián Cardozo (Mataderos, 4 de octubre de 2005) es un futbolista que actualmente juega como defensor en el Club Almirante Brown de la Segunda División de Argentina.

## Trayectoria

### Inicios
Enzo Cardozo nació el 4 de octubre de 2005 en Mataderos y comenzó su carrera en las inferiores de Almirante Brown. En el año 2020, con tan solo 14 años, fue ascendido al equipo de reserva del club. Permaneció en el club hasta el 2022, cuando pasó a formar parte del primer equipo.

#### Almirante Brown
En el año 2023, Cardozo realizó su primera pretemporada con solo 17 años, donde firmó su primer contrato profesional con Almirante Brown. Actualmente forma parte del plantel profesional del club.

## Selección Sub-20
En el 2022, Enzo fue citado a la selección Argentina Sub-20 de fútbol tras su temporada en reserva de Almirante Brown, llegando a ser uno de los defensores titulares.